# Uniwersytet Andyjski (Wenezuela)
Uniwersytet Andyjski – wenezuelska uczelnia państwowa, której główny kampus znajduje się w mieście Mérida. 
Uniwersytet powstał na bazie seminarium katolickiego, założonego 29 marca 1785 przez biskupa Juana Ramosa de Lorę, metropolitę diecezji Mérida. Szkoła została podniesiona do rangi uniwersytetu 21 września 1810 roku. Był to wówczas drugi uniwersytet wenezuelski. Pierwszym rektorem uczelni został Buenaventura Arias.
W początkowym okresie swojej działalności była uczelnią czterowydziałową (Filozofia, Medycyna, Prawo, Teologia). Do 1832 pozostawała uczelnią katolicką, zanim prezydent Wenezueli gen. José Antonio Páez dokonał jego sekularyzacji. Obecnie uniwersytet składa się z 11 wydziałów. Mieści się w dwóch kampusach w mieście Mérida, pozostałe kampusy uczelni znajdują się w Táchira i Trujillo.

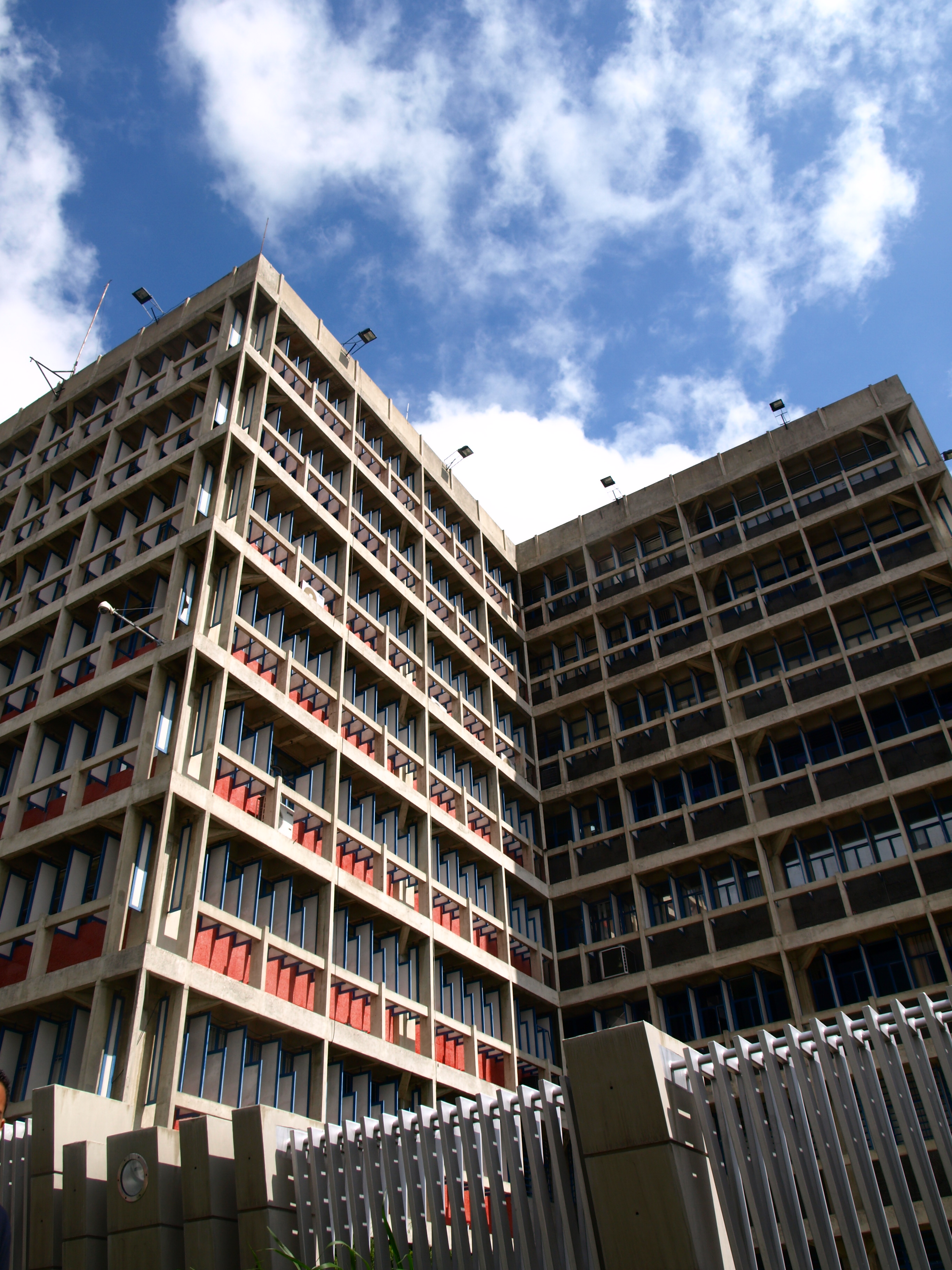
Budynki administracji uczelnianej